# ویلیام دارک
ویلیام دارک (William Darke)‏ (۱۷۳۶–۲۶ نوامبر ۱۸۰۱)، سربازی آمریکایی بود که با نیروهای بریتانیایی قبل از جنگ انقلابی خدمت نمود. او با نیروهای منظم بریتانیایی تحت فرماندهی سرگرد ژنرال ادوارد برادوک در سفر اکتشافاتی ۱۷۵۵ خود به دره تحت کنترل فرانسویانِ اوهایو به عنوان بخشی از جنگ فرانسویان با سرخپوستان خدمت نمود. نیروهای بریتانیایی شکست خوردند و برادوک نیز مرد.
دارک نجات یافت تا به عنوان یک کاپیتان در شروع جنگ انقلابی آمریکا به مأموریت فرستاده شود. او در نبرد جرمن‌تاون اسیر شد. وی به عنوان سرهنگ هنگ‌های همپشایر و برکلی در تسخیر ژنرال چارلز کورن‌والیس فرماندهی نمود. دارک اغلب عضوی از قانونگذاری ویرجینیا طی معاهدهٔ ۱۷۸۸ میلادی بود که به نفع قانون اساسی فدرال رأی داد.
او به عنوان یکی از سرهنگ دوم‌های هنگ «لویز» در ۱۷۹۱ میلادی، جناح چپ ارتش سنت کلیر را طی شکستش از سرخپوستان میامی در ۴ نوامبر فرماندهی نمود. او دو تغییر ناموفق در آن جنگ داشت: پسر جوان‌ترش کاپیتان جوزف دارک در دومین تغییر مرد و خودش نیز مجروح شده و به سختی نجات یافت. دارک نامه‌ای به رئیس‌جمهور جورج واشینگتن نوشت که نبرد را در آن توصیف می‌نمود. سپس دارک به عنوان سرلشکر بر شبه‌نظامیان ویرجینیا خدمت نمود.

## اوان زندگی
ویلیام دارک در شهرستان باکس پنسیلوانیا در ۶ مه ۱۷۳۶ میلادی بدنیا آمد، او به گفته «تاریخ دوستان هوپول» پسر جوزف دارک و همسرش بود. او از نسل ساکنین کوئیکر اولیه در آبشارهای شهرستان باکس بود. وی از خویشاوندان بنیامین راش، امضاء کنندهٔ اعلامیه استقلال ایالات متحده بود.
دارک در ۱۷۴۰ میلادی هنگامی که یک کودک جوان بود با خانواده‌اش به «انشعاب الک» نزدیک شپهردستاون ویرجینیا نقل مکان نمود. دارک دو برادر و یک خواهر داشت. هنگامی که کودک بود به خانواده اش کمک می‌کرد: با ماهیگیری، شخم‌زدن و کشاورزی. او را به عنوان «مردی با دستانی قوی» و «هرکولی» توصیف شده‌است.

## حرفه نظامی
طی جنگ فرانسویان و سرخپوستان، دارک با جورج واشینگتن در سفر اکتشافاتی برادوک ۱۷۵۵ میلادی تحت فرماندی ژنرال بریتانیایی ادوارد برادوک خدمت نمود. برنامه برادوک تسخیر دژ دوکوئسن از فرانسویان جهت بدست آوردن کنترل بر رودخانه و دره اوهایو بود. گرچه که تلفات زیادی وجود داشت و بریتانیاییان شکست خوردند، دارک زخمی نشد. برادوک در نبرد کشته شد.
دارک در جنگ انقلابی آمریکا به عنوان کاپیتان ارتش قاره‌ای در هنگ هشتم ویرجینیا خدمت کرد؛ او زخمی شده و در نبرد جرمن‌تاون در ۱۷۷۷ میلادی به اسارت درآمد. او در کشتی زندانیان بریتانیایی در بندر نیویورک تا زمان تبادلش در ۱۷۸۰ میلادی نگهداری شد. او به سرهنگ دومی ارتقاء پیدا کرد و احتمالاً در محاصره یورک‌تاون در ۱۷۸۱ میلادی حضور داشته‌است.
بعد از جنگ علیه اغیان در شورش ویسکی ۱۷۸۴ میلادی فرستاده شد. با برقراری صلح، دارک در معاهده ۱۷۸۸ میلادی خدمت کرد و در پی آن در قانونگذاری ویرجینیا انتخاب شده و در آن خدمت نمود. دارک به عنوان سرهنگ دوم در شبه‌نظامیان کنتاکی، جناح چپ را در فاجعه نبرد واباش در ۱۷۹۱ میلادی طی جنگ سرخپوستان شمالغربی فرماندهی نمود. پسر او کاپیتان جوزف دارک در نتیجه جراحاتی که در صحنه نبرد بر او وارد شد مرد.
ژنرال جوسیا هارمار در ۱۷۹۰ میلادی با ارتشی که آموزش و تجهیزات ضعیفی داشت برای حمله بر اتحادیه شمالغربی سرخپوستان در رودخانه ماومی شمالی فرستاده شد. هارمار کاملاً شکست خورد. رئیس‌جمهور جورج واشینگتن ارتش را تجدید نیرو کرده و ژنرال آرتور سنت کلیر را برای فرماندهی منصوب نمود. سنت کلیر از دژ واشینگتن اوهایو به سمت شمال رفت و دژ همیلتون و دژ جفرسون را ساخت. سنت کلیر در اکتبر ۱۷۹۱ میلادی دژ جفرسون را رها کرده و در نقطه‌ای که بعدها به دژ بازیابی معروف شد در ۳ نوابمر ۱۷۹۱ میلادی اردو زد. ارتش ۱۴۰۰ نفری او در ۴ نوامبر با دیدن هیئت بزرگی از سرخپوستان در هنگامه طلوع غافلگیر شد. طی چند ساعت، سنت کلیر مجبور شد تا تحت پوششی که توسط دارک ارائه می‌شد تجدید قوا کند. نهصد مرد، زن و کودک طی گزارش‌ها کشته شدند.

## زندگی شخصی
دارک با سارا، بیوه ویلیام دلایی، یکی از جنگجویان سرخپوست ازدواج کرد. این دو چهار فرزند داشتند: جان، جوزف، ساموئل و مری. سه پسر او همگی هنگامی که مردان جوانی بودند فوت نمودند. دارک در توماس ورتینگتون پسر ۱۴ ساله یتیمی را از یکی از خانواده‌های دوست گرفت و برای او تحصیلات ارائه نمود. وورتینگتون ششمین فرماندار اوهایو شد. ویلیام دارک از طریق دخترِ پسرش جان و از طریق دو ازدواج دخترش ماری نسل‌هایی را پیدا نمود.

## میراث
شهرستان دارک، اوهایو و دارکسویل، ویرجینیای غربی به نام او نامگذاری شده‌اند.

## ارجاعات
1. ↑  Drake, p. 248
2. ↑  Dandridge, p. 254
3. ↑  Dandridge, p. 255
4. ↑  "Historical Figures of Jefferson County: William Darke". The Jefferson County Historical Society. Archived from the original on July 15, 2010. Retrieved September 30, 2011.
5. ↑  http://www.garstmuseum.org/docsEvents/eventtreaty.htm [پیوند مرده]
6. ↑  Gannett, Henry (1905). The Origin of Certain Place Names in the United States. Govt. Print. Off. pp. 100.